# Улица Георгия Джибладзе
Улица Георгия Джибладзе (груз. გიორგი ჯიბლაძის ქუჩა) — очень короткая, около 70 метров, улица в Тбилиси, в историческом районе Старый город, от улицы Беглара Ахоспирели до улицы Або Тбилели.

## История
Проложена в XIX веке. Район улицы был страшно разорён во время нашествия Ага-Мохаммед хана (1795), погибла вся гражданская застройка улицы (на плане царевича Вахушти 1735 года район улицы плотно застроен). Первоначальное название — 2-й Могнинский переулок по церкви Мугни Сурб Геворг (Мугнинской церкви Святого Георгия). Основание церкви относят к XIV, по другим сведениям — к XVI веку
Под наименованием Борисов переулок улица включена в список улиц, составленный Тифлисской городской управой в 1903 году. В 1923 году был переименован в память старого революционера Ясона Чихладзе (умер на каторге).
Современное название, с 1993 года, в память Георгия Николаевича Джибладзе (1913—1989), грузинского советского литературоведа, действительного члена АН Грузинской ССР.

## Достопримечательности
Церковь Мугни Сурб Геворг

Вид церкви Мугни Сурб Геворг от улицы Беглара Ахоспирели

д. 3/7 — бывший дом купца Ашака Хачатряна (1902)